# Jhumri Tilaiya
Jhumri Tilaiya là một thành phố và khu đô thị của quận Kodarma thuộc bang Jharkhand, Ấn Độ.

## Nhân khẩu
Theo điều tra dân số năm 2001 của Ấn Độ, Jhumri Tilaiya có dân số 69.444 người. Phái nam chiếm 53% tổng số dân và phái nữ chiếm 47%. Jhumri Tilaiya có tỷ lệ 62% biết đọc biết viết, cao hơn tỷ lệ trung bình toàn quốc là 59,5%: tỷ lệ cho phái nam là 72%, và tỷ lệ cho phái nữ là 52%. Tại Jhumri Tilaiya, 16% dân số nhỏ hơn 6 tuổi.